# Merops revoilii
El abejaruco somalí (Merops revoilii) es una especie de ave en la familia Meropidae.

## Descripción
Este es un abejaruco pequeño, que mide unos 17 cm de largo. Se alimenta de pequeños insectos voladores los cuales atrapa en cortos vuelos desde una rama de descanso ubicada a baja altura. Es un ave solitaria aunque a veces se ven pares. Construye su nido en los bancos de taludes de caminos y en los laterales de pozos. En Kenia se reproduce entre marzo a junio.

## Distribución y hábitat
Se la encuentra en Etiopía, Kenia, Arabia Saudita, Somalia y Tanzania.
Prefiere las regiones áridas y desérticas donde es bastante común.